# Colt 635 SMG
Le Colt 635 SMG (Colt Mle R0635) aussi appelé Colt 9mm est un pistolet mitrailleur qui résulte de l'adaptation du système M16 au calibre 9 mm Parabellum.

## Présentation
Avec la prolifération des unités spéciales de police et autres SWATs durant les années 1980, Colt commença à s’intéresser à ce marché spécifique à l'époque largement dominé par la série des H&K MP5. 
L’équipe menée par l'ingénieur Henri Tatro plancha sur un système pouvant employer un maximum d’éléments existant dans la gamme Colt, et commença par envisager un fonctionnement à culasse ouverte, qui se révéla peu sûr et mena vite a un système plus classique de culasse fermée.

### Mécanisme
Le Colt 9mm SMG est un pistolet mitrailleur fonctionnent a culasse non calée (simple blowback). Ce type de fonctionnement le rend intrinsèquement plus précis que les armes opérant  à culasse ouverte tel que l’UZI Israélien, surtout en mode semi-automatique.  
L’esthétique générale est celle de la famille AR15 / M16 à emprunt direct des gaz de calibre 5.56x45 NATO. Une grande partie des éléments de base sont communs. Les modifications, outre la suppression du système d'emprunt des gaz du mécanisme de culasse, incluent une pièce en plastique se situant à l’arrière de la fenêtre d’éjection qui joue le rôle de déflecteur de douilles et protège des gaz et autres imbrûlés et des axes de détente et de chien en inox, plus résistant a l'impulsion de recul plus vive que sur les armes a emprunt de gaz. Le SMG est équipé d’origine d’un canon de 10.5 pouces (26 cm) et d’un boîtier type M16 du premier modèle sans poussoir d’assistance à la fermeture (forward assist) et à visée type A1 (graduée pour  50-100m.) Le puits de chargeur standard M16 est modifié par l’adjonction d’un adaptateur goupillé en 2 puis une seule pièce pour permettre l’usage du chargeur spécifique en 9 mm.  Celui-ci est une adaptation du chargeur du PM UZI.  Il est pourvu d’un extension de l’élévateur qui permet de faire fonctionner l’arrêtoir de culasse au dernier coup.
La robustesse et la simplicité du système permettent de tirer toutes les munitions du commerce quel que soit le type d'ogive et les 9x19 NATO (ainsi que les versions plus puissantes +P et +P+ par simple changement de la masselotte) 
Il est à noter que les numéros de série des AR 15 Colt en 9mm commencent tous par le préfixe "HT" ou "TA" en hommage au concepteur Henry "Hank" Tatro.

### Déclinaisons
Outre le modèle R0635, on compte :
- les modèles R0634 et le récent LE6991, versions capables de tir semi-automatique uniquement.
- les modèles RO630, R0633 et R0633HB, dotés d'un canon court de 7" (17,8 cm), orienté défense personnelle.
- e modèle R0636, version équipée d'un modérateur de son intégré Knight Armament.
- le modèle R0639, équipé du limitateur de rafale a 3 coups du M16A2 (marquage "BURST" au lieu d' "AUTO" sur le sélecteur.).
- le modèle R0991,le plus récent, équipé du boîtier du M4 à rail MIL STD 1913 et garde main Knight Armament RAS M4.
- les modèles AR6450, AR6450M et AR6540 (à crosse télescopique) et modèles AR6430 et MT6430 (à crosse fixe), versions pour le marché civil, capables de tir semi-automatique uniquement.

### Fiche technique des Colt AR 15 9 mm à canon long
- Munition : 9x19 mm OTAN
- Longueur de l'arme :
  - avec crosse télescopique (modèles AR6450, AR6450M et AR6540): de 82 à 89 cm
  - avec crosse fixe (modèles AR6430 et MT6430): 87 cm
- Masse de l'arme vide : 3 kg (3,2 kg avec la crosse fixe)
- Chargeur : 20 ou 32 cartouches.

## Diffusion
- - Argentine: utilisé par l'Armée argentine.
  - Bangladesh: utilisé par les SSF et le Dhaka Metropolitan Police SWAT.
  - Colombie: Utilisé par les GAULA pour les missions de libération d'otage.
  - Inde: Utilisé par le groupe Octopus Unit of Andhra Pradesh Police.
  - Israël : Utilisé par les forces spéciales de l'armée Israélienne.
  - Malaisie Utilisé par le Pasukan Khas Udara (PASKAU), unité speciale de la Royal Malaysian Air Force
  - Taïwan: Utilisé par le Republic of China Military Police Special Services Company
  - États-Unis : Utilisé par les Compagnies d'Équipe de sécurité antiterroriste de la flotte (FAST) de l' U.S. Marine Corps, la DEA (retiré du service au profit  de la M6A2 au cours des années 2010), l'U.S. Marshals Service,les SWAT Teams des Atlanta Police Department ey Los Angeles Police Department, le Bureau des Prisons fédérales, le Department of Energy (Federal Protective Forces) et le Diplomatic Security Service (DSS)) et d'autres agences fédérales US.

Le Colt SMG a ainsi été utilisé durant ;
- l'Invasion du Panama par les États-Unis (Marines)
- la Guerre contre la drogue (Agents de la DEA)
- le Conflit armé colombien et la lutte contre le Narcotrafic en Colombie (GAULA colombiens)
- l'Opération Bouclier de l'Océan (Marines)

## Dans les arts
Moins connu que le Colt M4, le Colt SMG apparaît pourtant, selon le site Internet Movie Firearm Database dans quelques films dont :
- Couvre-feu,
- Un tueur pour cible,
- Un homme à part,
- Collatéral,
- Volte-face,
- Crève, Smoochy, crève !
- xXx
- Matrix Reloaded,
- Sept Psychopathes,
- Battlefield Earth,
- Spawn,
- Urban Justice,
- et la série  TV 7 jours pour agir[1].

Toutefois , le Colt SMG 635 , ainsi que le M231 qui est dans la même famille, connait présentement son apogée dans un des jeux les plus populaires de Roblox , Phantom Forces, mais aussi dans les classiques Enter the Matrix, Rainbow Six Siege et Killing Floor 2 . Si le M231 est connu pour être manié par des joueurs implacables , le Colt convient à beaucoup plus de joueurs .

## Sources
1. ↑  (en) « M16 rifle series », sur imfdb.org (consulté le 10 avril 2023).

Cette notice est issue de la lecture des revues spécialisées de langue française suivantes :
- Cibles (Fr)
- Action Guns (Fr)
- Raids (Fr)
- Assaut (Fr)